# Distrito de Huayllati
El distrito de Huayllati es uno de los catorce distritos de la provincia de Grau  ubicada en el departamento de Apurímac, bajo la administración del Gobierno regional de Apurímac, en el sur del Perú.
Desde el punto de vista jerárquico de la Iglesia católica forma parte de la Diócesis de Abancay la cual, a su vez, pertenece a la Arquidiócesis de Cusco.

## Historia
El distrito fue creado mediante Ley del 2 de enero de 1857, en el gobierno de Ramón Castilla.

## Geografía
La ciudad de Huayllati se encuentra ubicada en los Andes Centrales.

## Autoridades

### Municipales
- 2023 - 2026
  - Alcalde: Prof. Wilber Justiniano Quispe Barrios
- 2019-2022
  - Alcalde: Manuel Crispin Camero Mosqueira.
- 2011-2014:[3]
  - Alcalde: Juan Cerda Catalán
- 2007-2010
  - Alcalde: Alfredo Palomino Gómez.

## Festividades
- Carnavales.
- Santísima Virgen de los Reyes.